# Autobusna linija br. 114 u Zagrebu
Linija 114 (Ljubljanica – Prečko) gradska je autobusna linija ZET-a u Zagrebu. Povezuje naselja uz Zagrebačku aveniju s Prečkom i Ljubljanicom.

## Trasa
Linija 114 prometuje na trasi: Ljubljanica – Zagrebačka avenija – Hrgovići – Prečko (Petrovaradinska ulica → Jarnovićeva ulica → Ulica I. M. Ronjgova → Ul. Slavenskog).

## Raspored i vozni park
Linija prometuje radnim danom svakih 40 minuta. Ne prometuje vikendom i praznicima te za vrijeme ljetnog voznog reda. Na liniji prometuje 1 zglobni autobus.

## Povijest
Linija 114 od 26. svibnja 2013. prestaje prometovati subotom.

## Vanjske poveznice
- Vozni red linije 114